# حمية سونوما
حمية سونوما (المعروفة أيضًا باسم حمية سونوما الجديدة) هي حمية ابتكرتها كوني غوترسن، وهي مشتقة من حمية البحر الأبيض المتوسط.

## انظر ايضاً
قائمة الحميات الغذائية.